# Владимир Ґрбич
Владимир Ґрбич, або Владимир Грбич (серб. Владимир Грбић / Vladimir Grbić; нар. 14 грудня 1970) — сербський волейболіст, гравець збірних Югославії, Сербії та Чорногорії. Член Міжнародної волейбольної зали слави, перший серб, якого туди включили. Брат волейболіста і тренера Николи Ґрбича.

## Життєпис
Грав у клубах «Младость» (Загреб, 1990—1991), «Воєводина» (Новий Сад, 1991—1992), «Іґніс» (Падуя, 1992—1995), «Альпітур Трако» (Alpitour Traco Cuneo, Кунео, 1995—1997), «Репорт» (Сузано, Бразилія, 1997—1998), «Форд пер іль Бамбіно Джезу Рома Воллей» (Ford per il Bambino Gesù Roma Volley, Рим, 1998—2001), «Осака Блейзерс» (Osaka Blazers Sakai, Сакай, Японія, 2001—2002), ПАОК (Салоніки, 2002—2003), «Динамо» (Москва, 2003—2004), «Маджора» (Латина, 2004—2007), «Фенербахче» (2007—2009).

### Досягнення
у збірній
- Чемпіон Олімпіади 2000
- Чемпіон Європи 2001

клубні
- Чемпіон Італії 2000

індивідуальні
Став першим сербом, якого включили до Міжнародної волейбольної зали слави.